# Ізаора Тібус
Ізаора Тібус (фр. Ysaora Thibus; нар. 22 серпня 1991 року, Лез-Абім, Гваделупа) — французька фехтувальниця на рапірах, срібна призерка Олімпійських ігор 2020 року, призерка чемпіонатів світу та Європи.

## Виступи на Олімпіадах
| Олімпіада           | Дисципліна           | Місце |
| ------------------- | -------------------- | ----- |
| Лондон 2012         | індивідуальна рапіра | 16    |
| Лондон 2012         | командна рапіра      | 4     |
| Ріо-де-Жанейро 2016 | індивідуальна рапіра | 5     |
| Токіо 2020          | індивідуальна рапіра | 9     |
| Токіо 2020          | командна рапіра      | 2     |
| Париж 2024          | індивідуальна рапіра | 28    |
| Париж 2024          | командна рапіра      | 5     |